# 洛南文庙
34°05′26″N 110°08′25″E / 34.09056°N 110.14028°E
洛南文庙位于中国陕西省洛南县城内西街，1992年被列为第三批陕西省文物保护单位。
洛南文庙始建于明洪武三年，清顺治二年（1645年）毁于兵燹，顺治十六年按原样重建，后历经六次修葺。整体建筑坐北朝南，由三个院落组成，从南至北有照壁、礼门和义门、棂星门、戟门、大成殿、崇圣祠（1982年被拆）等建筑。大成殿面阔五间，单檐歇山顶。